# Thierry Goossens
Thierry Goossens is een Belgisch golfprofessional. 

## Levensloop
Als topamateur speelde hij veel toernooien en was hij in 1980, 1982 en 1984 de beste amateur bij het Omnium op de Limburg Golf & Country Club  in Houthalen. Hij speelde de Eisenhower Trophy in 1978, 1980, 1982, 1984 en 1986.
Samen met Michel Vanmeerbeek, richtte Goossens op Sept Fontaines een golfschool op. Hij geeft daar nu les met Tim Planchin. 
Zijn vader Roger en broer Jean (beiden hockeyers) waren eveneens sportief actief.